# Рудаков, Иван Алексеевич
Ива́н Алексе́евич Рудако́в (19 октября 1978, Москва, СССР — 16 января 2022, Москва, Россия) — российский актёр, певец и спортсмен. Наиболее известен одной из главной роли Олега Данилова в сериале «Медиум», Алексея Звонарёва в сериале «Ланцет», ролью Стаса Титова в сериале «Кухня» и т.д.

## Биография
Родился 19 октября 1978 года в Москве. 
Его отец — знаменитый режиссёр Алексей Рудаков. В юные годы Иван проживал в Сибири у бабушки с дедушкой,  который работал лесником. 
В 17 лет купил себе свой первый автомобиль, на который заработал самостоятельно, подрабатывая в ресторане.
На режиссёрское отделение ВГИКа он поступил с первого раза. Чуть позже получил ещё и актёрское образование.
Умер на 44-м году жизни 16 января 2022 года в Москве от осложнений после перенесённого коронавируса. 20 января 2022 года в Храме Воскресения Словущего в Даниловской слободе состоялась церемония прощания с актёром. Был похоронен на Троекуровском кладбище (участок 25)
На могиле актёра Ивана Рудакова на Троекуровском кладбище установили памятник в 2024 году.

## Личная жизнь
Актёр был женат на актрисе театра и кино Лауре Кеосаян. Познакомились на съёмках мелодрамы «Цыганочка с выходом» 2008 года.
Дочь — Серафима (род. 2011). Крёстной матерью Серафимы является актриса Екатерина Вуличенко.

## Фильмография
- 2005 — Попса (Влaд Бoйцoв, рок-певец, секс-символ)
- 2007 — Ванечка (молодой священник)
- 2007 — Служба доверия (Раду, серия 5-я, под названием — Трафик)
- 2008 — Девочка (Олег)
- 2008 — Не отрекаются любя…(Ваня)
- 2008 — Самая красивая-2 (байкер)
- 2008 — Цыганочка с выходом (Шандор)
- 2009 — История лётчика (Благович)
- 2010 — Вера, Надежда, Любовь (Тим, приёмный сын Ильи и Нади)
- 2010 — Единственный мужчина (Максим Волошин, приёмный сын Андрея)
- 2010 — Закон и порядок. Отдел оперативных расследований-4 (Последний миг счастья, эпизод, 18-я серия)
- 2010 — По горячим следам (хозяин закрытого клуба) последние гастроли, 11 серия.
- 2011 — 20 лет без любви (Олег Щёголев, журналист, друг детства Леры)
- 2011 — Я тебя никогда не забуду (Федька Сушко)
- 2012 — Ангел в сердце (Александр Петренко, инструктор по яхтам)
- 2012 — Ищите маму (Павел, друг Игоря)
- 2012 — Работа (Олег Абрамов, майор)
- 2013 — Эйнштейн. Теория любви (Павел Тарасов, советский контрразведчик)
- 2013—2014 — Кухня 3 (Стас Титов, «Поршень», байкер; 14 серия)
- 2013 — Ясмин (Андрей)
- 2014 — Манекенщица (Ким Олегович, куратор от КГБ)
- 2014 — Между двух огней (Кирилл Ступин, отец Вани)
- 2015 — Алёшкина любовь (Алекс Пилотников («Пилот») — главная роль, гитарист ансамбля)
- 2015 — Неподсудные (эпизод)
- 2015 — Соната для Веры (Олег, помощник Багрова)
- 2016 — Консультант (Артём Алексеевич Голиков, следователь городской прокуратуры)
- 2017 — Комиссарша (Фролов)
- 2017 — Мата Хари | Mata Hari (Португалия, Россия, Украина). Рамон Кортес
- 2017 — Рубеж (красноармеец)
- 2018 — Консультант. Лихие времена (Артём Алексеевич Голиков, следователь городской прокуратуры)
- 2018 — Ланцет (Алексей Петрович Звонарёв — главная роль, старший опер)
- 2018 — Страсть (Краюхин)
- 2019 — Большие надежды (Юра-Каспер, бандит)
- 2019 — Счастье можно дарить (Степан — главная роль)
- 2019 — Цыплёнок жареный (Бухнер — главная роль)
- 2020 — Ищейка-5 (Степан Геннадьевич Остапчук, хозяин кафе)
- 2020 — Окна на бульвар (Семён Клепаков)
- 2020 — Склифосовский (8 сезон, дядя Серёжа)
- 2020 — Чужая стая (Губанов, охранник Крутакова)
- 2021 — Медиум (Олег Данилов — главная роль, майор полиции)
- 2022 — Безсоновъ (в производстве). Харитон
- 2022 — Анна Медиум/Медиум-2  ( Олег Данилов - главная роль, майор полиции)
- 2022 — Янычар (Мирон)
- 2022—2023 — СССР (в производстве, режиссёр — Алексей Рудаков)